# Elektrownia jądrowa Tōkai
Elektrownia jądrowa Tōkai (jap. 東海第二原子力発電所 Tōkai dai-ni genshi-ryoku hatsuden-sho) – japońska elektrownia atomowa w Tōkai, w powiecie  Naka prefekturze Ibaraki była pierwszą komercyjną elektrownią jądrową na terenie Japonii. Elektrownia należy do spółki Japan Atomic Power Company. 

## Historia
Pierwsza elektrownia jądrowa Tōkai została zbudowana na początku lat 60. XX w. według projektu British Magnox. Funkcjonowała ona od 1966 r. i została zlikwidowana w 1998 r. 
W tym samym miejscu powstała druga elektrownia, zbudowana w latach 70. XX w. Jej reaktor typu BWR, jako pierwszy w Japonii, miał moc ponad 1000 MW. Reaktor  został automatycznie wyłączony w 2011 r. z powodu lekkich uszkodzeń odniesionych w czasie trzęsienia ziemi w Tōhoku.

## Specyfikacje reaktorów
| Reaktor  | Model          | Średnia moc elektryczna | Zdolność produkcyjna | Data budowy         | Dopuszczenie do użytku komercjalnego | Zamknięcie    |
| -------- | -------------- | ----------------------- | -------------------- | ------------------- | ------------------------------------ | ------------- |
| Tōkai I  | British Magnox | 159 MW                  | 166 MW               | 1 Marca 1961        | 25 Lipca 1966                        | 31 Marca 1998 |
| Tōkai II | BWR            | 1060 MW                 | 1100 MW              | 3 Października 1973 | 28 Listopada 1978                    | 11 Marca 2011 |